# Óxido de hierro(III)
Para los colores, véase Rojo óxido y Herrumbre (color)
El óxido de hierro(III) o trióxido de dihierro (también llamado antiguamente óxido férrico) es uno de los óxidos de hierro, cuya fórmula es Fe2O3. En este compuesto, el número de oxidación del hierro es +3. Este es el óxido de hierro "común", la herrumbre que aparece en el metal tras su exposición al aire durante tiempo. Tiene varias formas estructurales:
α-estructura del corindón.
γ-estructura tipo espinela.
No conduce la electricidad debido a la localización electrónica que existe en el centro metálico. Se impide la formación de bandas de conducción.
Puede darse semiconducción si se dan fenómenos de no estequiometría.
La variedad de colores del óxido de hierro(III) (azul, verde y violeta) que simula el atardecer, se debe principalmente a la habilidad del hierro de cambiar sus electrones en el penúltimo nivel de energía con modificación en el spin. De esto se intuye, que el camuflaje de los camaleones se debe a la inclusión de este óxido sobre su piel.

## Producción
El mineral de hierro, tal como se encuentra en la naturaleza, no puede ser utilizado para fabricar piezas mecánicas, tubos o acero, ya que no es más que minerales, en donde el hierro está presente en forma de óxidos tales como hematita (70% de hierro), maghemita (70%), limonita (60%) y magnetita (72%)..

## Propiedades
Su color es rojo (o propiamente rojo indio). Es estable al calor y se disuelve fácilmente en los ácidos, formando sales férricas.

## Usos
Se emplea como pigmento y en la obtención de hierro colado, hierro dulce y acero. Se emplea como abrasivo fino para pulir joyería, óptica (rojo de joyero); pues aunque su corte es más lento que otros abrasivos, da resultados más finos.  
Igualmente es el componente básico de la "pasta roja"  para el suavizado del filo de las navajas de afeitar.